# Die tote Stadt

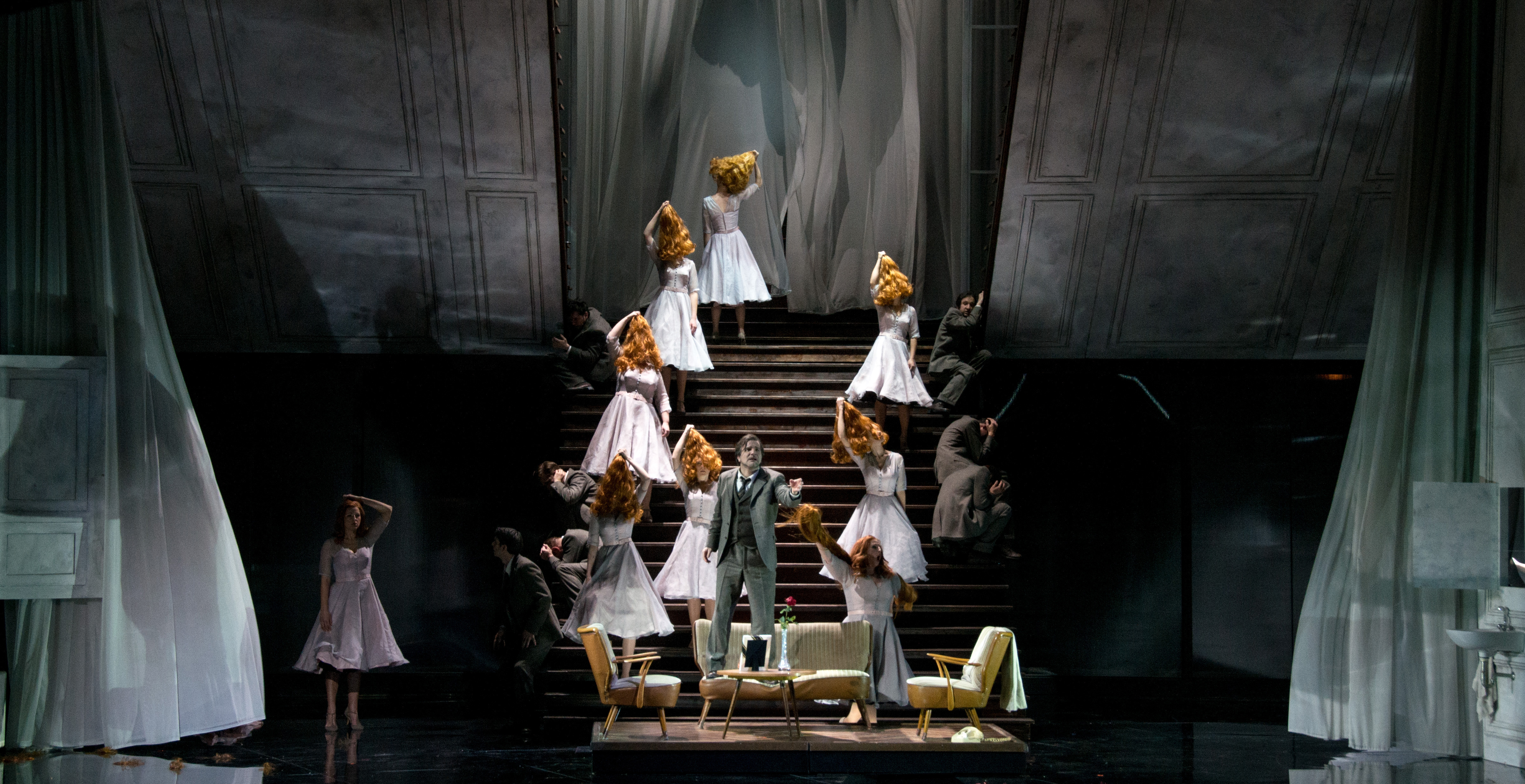
Al Opera di Graz, 2015
Foto: Francisco Peralta Torrejón

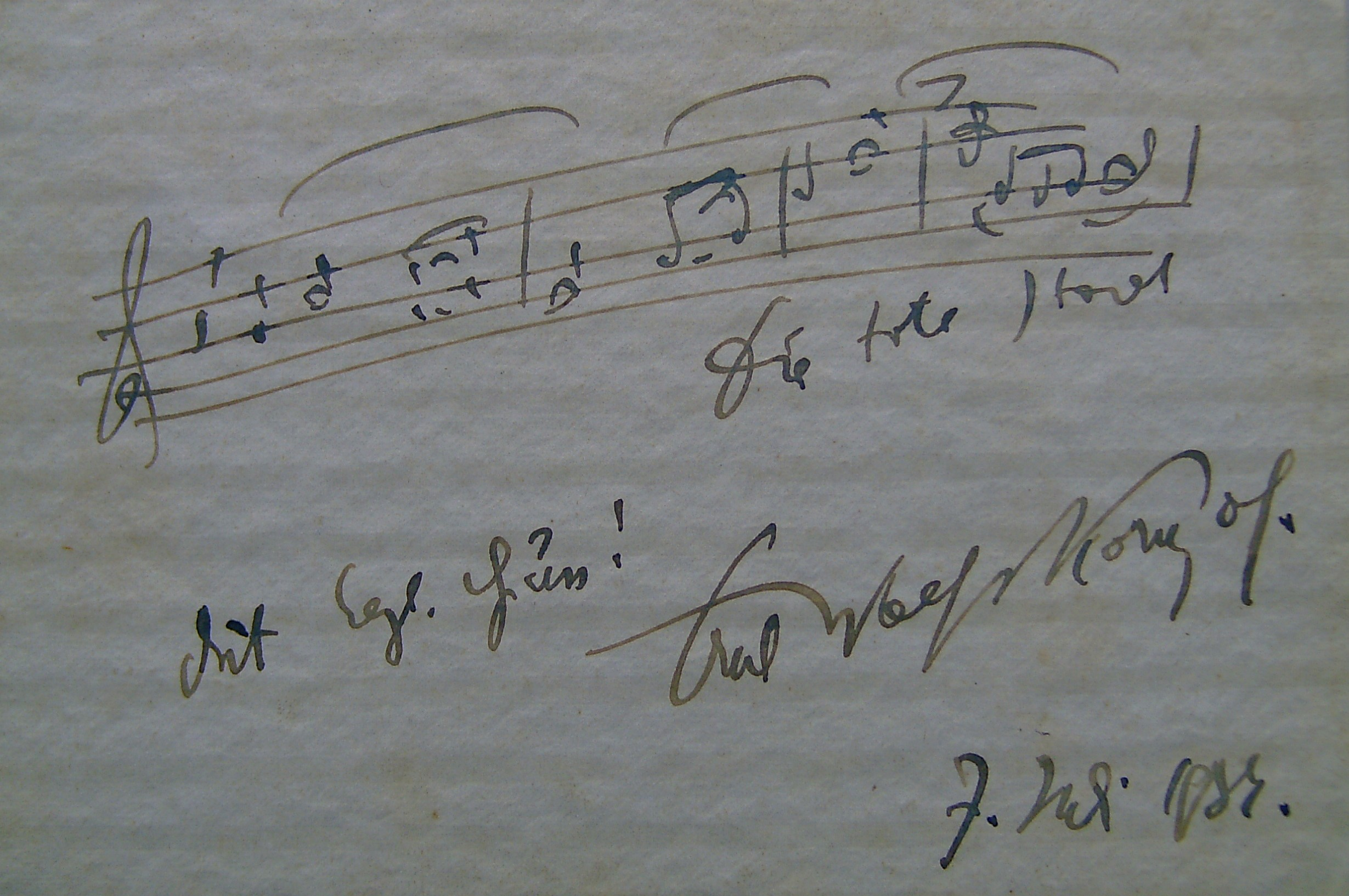
Note de d'opera con dedicatione

Die tote Stadt ("La città morta" in tedesco) è un'opera in tre atti di Erich Wolfgang Korngold, su libretto scritto dallo stesso Korngold insieme a Paul Schott (pseudonimo del padre Julius Korngold), basato sul romanzo breve Bruges-la-Morte di Georges Rodenbach. Si tratta di un racconto simbolista che risente molto dell'influenza di Maeterlinck e di Poe. 
Nel 1920 venne portata in scena (première) contemporaneamente nel Theater der Stadt di Colonia, con Johanna Klemperer, diretta da Otto Klemperer, e nel National-Stadttheater di Amburgo diretta da Egon Pollak.

## Trama
L'azione si svolge a Bruges alla fine dei XIX secolo. Gli avvenimenti della visione, che compongono il II e parte del I e III Atto, si immaginano accadere parecchie settimane dopo quelli del primo atto.

### Atto I
A Bruges Paul piange la perdita della sua giovane sposa, Marie. Questa città morta, con le sue campane, le vecchie case in rovina, l'acqua stagnante nei canali, le chiese malinconiche e i chiostri, è un ammonimento costante alla morte e alla caducità delle cose, ed è diventata per lui il simbolo della moglie morta e del passato. In una stanza della casa - un 'tempio delle memorie della moglie' - il giovane ha conservato tutto ciò che gli ricorda la sua amata scomparsa: mobili, cimeli, fotografie, un grande quadro che la ritrae con il suo liuto e, soprattutto, una treccia dei suoi capelli d'oro, che, conservata con grande cura, splende da dentro una teca di cristallo, i capelli preziosi di cui il giovane adorava la fragranza e la bellezza. 
Frank, un amico di Paul, che è appena arrivato a Bruges, lo trova in uno strano stato di crisi. Paul ha incontrato una donna con una straordinaria rassomiglianza con la morta, che lo ha lasciato eccitato e confuso. Il giovane non resiste all'impulso di invitarla nella sua casa. La vuole veder camminare nella 'stanza di Marie', perché la morte ritorni vita.
La giovane arriva - Marietta, una ballerina di Lille. La donna canta una canzone, accompagnandosi con il liuto, il canto di un «amore fedele destinato a morire», che assume per Paul un grande significato. Marietta danza - ed eccita i sensi del giovane. Paul cede alla seduzione e tenta di abbracciarla. Scostandosi bruscamente da lui, la giovane si impiglia nella tenda che copre il ritratto di Marie, scoprendolo. Paul rimane sconvolto perché pensa che sua moglie e Marietta siano la stessa persona ("Lo stesso scialle, lo stesso liuto?"); Marietta si ritrae perché deve andare alla sua prova - è Helène in "Robert le diable" di Meyerbeer. Paul è lacerato tra sentimenti contraddittori di lealtà alla sua amata Marie e di rinnovato desiderio. In questo stato di tensione estrema il giovane ha una visione. In un'apparizione sorta dalla sua coscienza e dalla sua immaginazione, Marie esce dal ritratto. Paul le dice di esserle rimasto fedele; i suoi capelli proteggono la casa. La visione a poco a poco svanisce: «Esci alla vita, un'altra ti chiama - vedi e intendi ...». E al posto di Marie, Paul improvvisamente vede Marietta, che danza in completo abbandono.

### Atto II
La visione continua. Paul si vede sulla riva solitaria di un canale di fronte alla casa di Marietta. Il giovane sta a osservarla e rivela ai «ferrei confessori» - le campane di Bruges - il travaglio interiore delle sue paure e della sua coscienza, lacerata dal senso di colpa. La sua ricerca dell'anima della moglie morta lo ha fatto cadere vittima del corpo di una donna viva, dai cui vizi si sente ad un tempo attratto e respinto.
Paul vede Brigitta, la sua vecchia e fedele governante che lo ha lasciato perché è venuto meno alla sua fedeltà a Marie - la donna è ora una novizia in un gruppo di Beghine. Improvvisamente una strana figura si avvicina alla casa di Marietta - si tratta di Frank. Anch'egli ha ceduto alle arti della seduttrice. Paul gli strappa di mano le chiavi della casa della donna - Frank non è più suo amico.
Ridendo e cantando, gli attori della troupe di Marietta ora si avvicinano in barca. Paul si ritira e li sta ad ascoltare senza essere visto. Appare una nuova, e sulle prime felice immagine: si canta una serenata per Marietta; la giovane appare abbracciata con il ballerino Gaston. Ognuno è felice; si beve e si canta «Abbasso Bruges!». Poi Marietta suggerisce di provare all'aperto la scena di Helène da "Robert le diable". Victorin, il direttore di scena, fischietta il motivo dell'Opera, quello della Resurrezione. Dalla vicina cattedrale giunge il suono di un organo, e nel chiostro le Beghine, testimoni spettrali e silenziose, appaiono alle finestre. Il cielo è attraversato da nembi minacciosi; le campane, incessanti, suonano a morto. Sembra quasi che questa pia, morta città voglia alzare la sua protesta. Appena Marietta, seguendo la sua parte, si alza dalla panchina che sembra rappresentare una bara, e incomincia la sua danza seducente con Gaston, Paul si precipita fuori dal suo nascondiglio. Il dileggio di Marietta per la resurrezione, una concezione che è sacra al giovane, lo ha mandato su tutte le furie. «Tu una donna risorta! Mai!». 
Marietta allontana gli amici e rimane sola con Paul. Il giovane le getta in faccia le sue accuse, le rivela i sentimenti che ha tentato di soffocare, e, soprattutto, le dice che in lei ha amato soltanto la moglie scomparsa. Profondamente ferita, Marietta accetta la sfida con la morta rivale. Facendo appello a tutti i suoi poteri di seduzione, ancora una volta la donna attira a sé Paul. Ormai incapace di controllarsi, il giovane cede. Vuole entrare nella casa della giovane. «No - grida Marietta - andiamo nella tua, nella sua». La donna vuole passarvi la notte con lui per scacciare per sempre il fantasma.

### Atto III
La mattina seguente Paul trova Marietta nella stanza di Maria, in piedi di fronte al ritratto, trionfante. È il giorno della grande processione sacra. Marietta vuole guardarla da quella stanza. 
Dall'esterno giungono i canti dei fanciulli, e si incomincia a udire il misterioso ritmo di marcia che accompagna la processione. Paul, totalmente assorbito nell'avvincente cerimonia, si abbandona alla descrizione della processione. La aprono i fanciulli che indossano brillanti vesti immacolate, seguiti dai frati che portano le statue e gli stendardi della chiesa. Si avanza poi il gruppo storico, impersonato dai notabili della città che indossano costumi da cavalieri, come se fossero usciti da una tela di Memling o Van Eyck. E quando appare il Vescovo, portando il santo reliquiario d'oro, tutti cadono in ginocchio. Anche Paul si inginocchia.
Marietta lo guarda irridente, "E dunque religioso!". La donna, presa da un impulso demoniaco cerca di profanare i sentimenti di Paul, a provare su di lui il suo potere erotico. Paul la deve baciare in quel preciso momento, ma Paul la respinge disgustato. Di nuovo il giovane viene sopraffatto dal conflitto della sua coscienza e crede di vedere la processione entrare minacciosa nella stanza. Marietta deride lui e le sue superstizioni. Cercando di controllarsi Paul difende solennemente la sua fede nell'amore e nella lealtà, provocando ancora di più i motteggi della donna. Marietta lo accusa brutalmente di ipocrisia e debolezza. Paul le grida di andarsene, ma la donna rifiuta, correndo invece al ritratto di Marie. «È cominciata la lotta - la vita contro la morte». Marietta scopre la teca di cristallo che contiene i capelli di Marie. «Ah, i suoi capelli!». Paul tenta di strappargliela, ma la giovane se la avvolge attorno al collo e, ridendo sarcastica, comincia a danzare. Infuriato, Paul la afferra, la getta al suolo e la strangola con la treccia. «Ora è esattamente come lei - Marie!».
Paul è circondato dalle tenebre - la visione è finita. Lentamente ritorna la luce e Paul si riscuote. Vede i capelli nella teca, nessuno li ha toccati. 
Brigitta viene ad annunciare che la signora che è venuta a visitarlo, all'angolo si è girata tornando sui suoi passi. Entra Marietta - si è dimenticata l'ombrello e le rose - «un segno che dovrei rimanere?». Ma quando Paul rimane silenzioso, la giovane sorride, alza le spalle e fa per uscire. Sulla porta incontra Frank, che si inchina al suo passaggio. «Allora, era quello il miracolo?» «Si è proprio trattato di un miracolo». 
Paul non la vedrà mai più. Un sogno di amara realtà ha distrutto la sua fantasia. «A che punto il lutto per i nostri cari distrugge noi stessi?». Paul se ne andrà da Bruges, la città della morte. 
Sulla terra non ci può essere nessun ricongiungimento con quelli che ci hanno lasciati, nessuna resurrezione.